# George Saitoti
George Saitoti (3 augustus 1945 – Ngong, 10 juni 2012) was een Keniaans minister, vicepresident, econoom en wiskundige. Hij was aangesloten bij de politieke partij Keniaanse Afrikaanse Nationale Unie.
Als academicus en iemand die zich weinig aantrok van etnische grenzen, had Saitoti een belangrijke onafhankelijke plaats in het politieke landschap in Kenia. Niet voor niets was hij onder president Daniel Arap Moi meer dan dertien jaar vicepresident.
Als wiskundige was Saitoti hoofd van de afdeling Wiskunde aan de Universiteit van Nairobi, speelde hij een leidende rol bij de oprichting van de African Mathematical Union en diende hij als vicevoorzitter van 1976 tot 1979.
Saitoti overleed als gevolg van een helikopterongeluk in Nairobi.

## Vroege leven en onderwijs
George Saitoti werd geboren op 3 augustus 1945 en groeide op in Maasailand, waar hij zijn jeugd doorbracht met het hoeden van vee, in lijn met de Masai-cultuur, en naar school ging. Hij ging naar de Ololua Lagere School, Kajiado, waar hij in de jaren vijftig zijn basisonderwijs volgde. Tussen 1960 en 1963 volgde hij onderwijs aan Mang'u High School in Thika, waar hij zijn middelbare schoolopleiding afrondde. Hij werd daarmee deel van de hooggeprezen alumni van Mang'u High School, waaronder de derde president van Kenia, Mwai Kibaki, de voormalige vice-president Moody Awori, de katholieke aartsbisschop Ndingi Mwana-a-Nzeki, de overleden minister van Milieu John Michuki, de overleden vakbondsleider en voormalig minister van Justitie en Constitutionele Zaken Tom Mboya, en de overleden kardinaal Maurice Michael Otunga.
Saitoti was een van de ontvangers van de Kennedy Airlift-beurzen in 1963, op 18-jarige leeftijd. Dit was een beursprogramma opgezet door Tom Mboya en William X. Scheinmann, en ondersteund door de John F. Kennedy-stichting en de African American Students Association om te voorzien in de onderwijskundige behoeften van het pas onafhankelijke Kenia. Door dit programma konden honderden Oost-Afrikanen studeren in de Verenigde Staten en Canada. Saitoti studeerde van 1963 tot 1967 aan Brandeis University, waar hij wiskunde studeerde. Tijdens zijn tijd daar had hij een Wien Scholarship, met specialisaties in wiskunde en economie. Zijn collega's herinneren zich dat hij graag tijd doorbracht in Cholmondeleys (het koffiehuis in het kasteel) en uitblonk in hoogspringen, waarbij hij een van de beste in New England was. In 1988 ontving Saitoti de eerste Brandeis Alumni Achievement Award, de hoogste onderscheiding die de universiteit aan haar afgestudeerden verleent.
Saitoti verhuisde later naar het Verenigd Koninkrijk, waar hij een Master of Science (MSc) behaalde in wiskunde aan de University of Sussex in Brighton. Hij schreef zich in voor zijn doctoraalstudie aan de University of Warwick, waar hij in 1972 zijn PhD in wiskunde behaalde. Hij schreef zijn dissertatie onder begeleiding van professor Luke Hodgkin in het gebied van de algebraïsche topologie met als onderwerp: Mod-2 K-Theory of the Second Iterated Loop Space on a Sphere.

## Academische carrière
Na zijn afstuderen keerde Saitoti in 1972 terug naar Kenia en begon een carrière als wiskundedocent aan de Universiteit van Nairobi. Een van zijn bijdragen was het institutionaliseren van wiskunde als een discipline in Afrika. Tijdens de eerste Pan-Afrikaanse Conferentie van Wiskundigen, gehouden in Rabat, Marokko, in 1976, was Saitoti betrokken bij de oprichting van de African Mathematical Union (AMU). Hij werd verkozen tot vicevoorzitter van de AMU, een functie die hij tot 1979 bekleedde. In 1983 was Saitoti's academische carrière in opkomst als universitair hoofddocent en hoofd van de Wiskundeafdeling.
Buiten de academische wereld kreeg Saitoti verschillende openbare benoemingen. Op 3 november 1972 werd hij door de Lijst van ministers van Kenia#Ministerie van Arbeid en Ontwikkeling van Menselijke Middelen|Minister van Arbeid benoemd tot voorzitter van de Agricultural Wages Council (AWC). Op 4 september 1979 werd hij door de Lijst van ministers van Kenia#Ministerie van Toerisme|Minister van Toerisme en Wildlife, John Ogutu, benoemd tot lid van het Natural Sciences Advisory Research Committee (TNSARC), voorgezeten door professor S. O. Wandiga. In september 1983 werd hij benoemd tot voorzitter van de raad van bestuur van het Rift Valley Institute of Science and Technology. Daarnaast bekleedde hij andere openbare functies, zoals voorzitter van de Mumias Sugar Company en de Kenya Commercial Bank.

## Publicaties (selectie)
- (en)  George Saitoti: The challenges of economic and institutional reforms in Africa. Aldershot, Ashgate, 2002. ISBN 0754619885
- (en)  George Saitoti: Loop spaces and K-theory. In: Journal of the Institute of Mathematics and its Applications. Vol. 9 (1974/75), p. 423-428.

- International Standard Name Identifier: 0000 0000 3162 9806
- Library of Congress Control Number: n93057765
- Mathematics Genealogy Project: 85828
- Nationale Bibliotheek van Israël: 987007267302805171
- Nederlandse Thesaurus van Auteursnamen: 244770506
- Système universitaire de documentation: 161706584
- Virtual International Authority File: 58290447
- WorldCat: E39PBJyGWkBMdpQbg8WhGc4Qbd